# منيرة ميتشالا

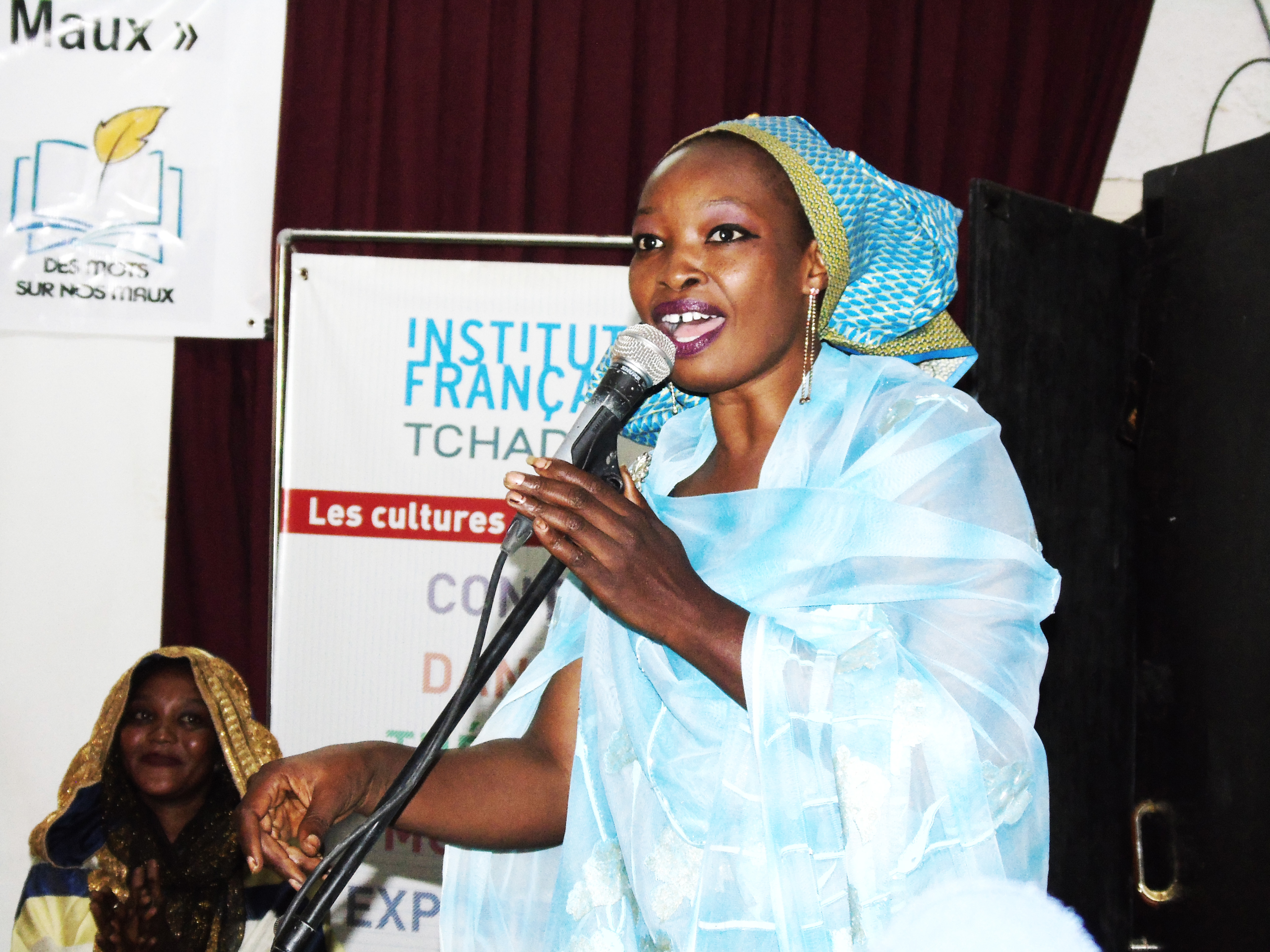
منيرة ميتشالا في المسابقة الأدبية "كلمات عن أمراضنا"

منيرة ميتشالا، المعروفة أيضًا باسم «سويت بانثر»، هي مغنية ومؤلفة ومؤدية وملحنة وممثلة تشادية.

## سيرة شخصية
ولدت منيرة عام 1979، واسمها الحقيقي منيرة خليل. كان والد منيرة ميتشالا هو الدكتور خليل أليو، الذي كان يعمل في وقت من الأوقات رئيسًا لجامعة تشاد. شقيقتها هي أول رسامة كاريكاتير تشادية سلمى خليل أليو.

## مشوارها الفني
ولدت منيرة ميتشالا عام 1979 في تشاد. في المراحل المبكرة من حياتها المهنية عملت منيرة ميتشالا في مشاهد ثانوية في عدة أفلام تشادية مثل "دارات" و"أبونا" الذي كتبه محمد صالح هارون. وهي معروفة محليًا ودوليًا بأغنيتها «تالو لينا» من الألبوم الذي يحمل نفس الاسم. كما تغني منيرة بإيقاعات أفريقية تقليدية. تستخدم منيرة هذه الوسيلة لمعالجة المشاكل في إفريقيا وبشكل خاص تلك المتعلقة ببلدها الأم تشاد. من خلال كلماتها تندد بالزواج القسري، وتندد بحملات ضد "زحف الصحراء" والإبادة الجماعية في دارفور بالسودان. كما تدعو إلى إنهاء الحرب الأهلية التي تجتاح بلدها تشاد، والتمييز ضد مرضى الإيدز والختان. قدمت منيرة العديد من العروض المسرحية الرائعة إلى جانب تيكن جاه فاكولي
المغني الإفواري وإسماعيل لو.
حصلت على جائزة «إكتشافات» من آر إف آي في عام 2007. وقد سجلت أغانٍ باللغتين التشادية العربية والإنجليزية بأصاليب حديثة من أصوات وإيقاعات على بلدها الأصلي. شاركت أيضًا في ألبوم فريدريك غاليانو لعام 2005 بعنوان «في أفريقيا». صدر أول ألبوم منفرد لها «تالو لينا»، في يناير 2008 على ملصق إنتاج مرابي.